# Hội Văn nghệ Dân gian Việt Nam
Hội Văn nghệ Dân gian Việt Nam, tên đầy đủ là Hội những người sưu tầm, nghiên cứu, phổ biến và truyền dạy văn hóa văn nghệ dân gian Việt Nam, là tổ chức chính trị xã hội nghề nghiệp phi lợi nhuận của các cá nhân và tổ chức hoạt động trong lĩnh vực sưu tầm, nghiên cứu, phổ biến, truyền dạy văn hóa văn nghệ dân gian tại Việt Nam.

## Tên gọi, biểu tượng

#### 1. Tên tiếng Việt: Hội Văn nghệ dân gian Việt Nam.
(Tên đầy đủ là Hội những người sưu tầm, nghiên cứu, phổ biến và truyền dạy văn hóa văn nghệ dân gian Việt Nam).

#### 4. Biểu tượng:
Hội thành lập năm 1967. Điều lệ Hội sửa đổi hiện hành đã được Bộ Nội vụ Việt Nam phê duyệt tại Quyết định số 85/2005/QĐ-BNV ngày 18/08/2005.

## Trụ sở chính:
Tầng 3, số 66 Nguyễn Văn Huyên, phường Nghĩa Đô, quận Cầu Giấy, Hà Nội.
Trụ sở 2: E1 Bách Khoa, ngõ 29 Tạ Quang Bửu, Hai Bà Trưng, Hà Nội

## Tôn chỉ, mục đích
1. Hội Văn nghệ dân gian Việt Nam (sau đây gọi tắt là Hội) là tổ chức chính trị - xã hội - nghề nghiệp của những công dân Việt Nam tự nguyện thành lập, nhằm mục đích tập hợp, đoàn kết hội viên, bảo vệ quyền, lợi ích hợp pháp của hội viên, hỗ trợ nhau hoạt động có hiệu quả, góp phần vào việc phát triển văn hóa - kinh tế - xã hội của đất nước.
2. Mục đích của Hội là tập hợp, đoàn kết những người hoạt động về văn hóa văn nghệ dân gian để giúp đỡ nhau tiến hành các hoạt động nghề nghiệp với tinh thần tự nguyện nhằm giữ gìn, phát huy, kế thừa những tinh hoa văn hóa văn nghệ dân gian phong phú, quý báu của các dân tộc, các địa phương trong cả  nước, góp phần xây dựng nền văn hóa Việt Nam tiên tiến, đậm đà bản sắc dân tộc, mở rộng các hoạt động giao lưu giới thiệu ở trong nước và quốc tế di sản tinh hoa văn hóa Việt Nam nhằm góp phần phát triển nền văn hóa tiến bộ của nhân loại, củng cố và tăng cường tình hữu nghị, sự hiểu biết lẫn nhau giữa các nước, các dân tộc vì nền hòa bình lâu dài trên trái đất.

## Phạm vi, lĩnh vực hoạt động của Hội
Hội hoạt động trong phạm vi lãnh thổ nước Cộng hòa xã hội chủ nghĩa Việt Nam, có quan hệ với các tổ chức quốc tế để trao đổi và tiến hành các hoạt động về văn hóa, văn nghệ dân gian theo quy định của luật pháp Nhà nước Cộng hòa xã hội chủ nghĩa Việt Nam.
Hội hoạt động theo những nhiệm vụ được Đảng và Nhà nước giao trong lĩnh vực sưu tầm, nghiên cứu văn hóa, văn nghệ dân gian các dân tộc Việt Nam.

## Nguyên tắc và tổ chức hoạt động của Hội
1. Hội tổ chức theo nguyên tắc tự nguyện, dân chủ, quyết định theo đa số và thực hiện chế độ tập thể lãnh đạo, cá nhân phụ trách, được cụ thể hóa bằng các quy chế do Ban Chấp hành Hội phê duyệt.
2. Hội hoạt động theo nguyên tắc tuân thủ Hiến pháp, pháp luật và Điều lệ Hội.

## Ban Chấp hành trung ương Hội
Ban chấp hành trung ương Hội gồm Ban thường vụ và Ban kiểm tra

## Lãnh đạo Hội qua các thời kỳ
Đại hội 1: 1967 -
Chủ tịch: Hoài Thanh
Đại hội 2: 1989-1995
Tổng thư ký: GS.TSKH. Tô Ngọc Thanh
Đại hội 3:1995 -2000
Tổng thư ký: GS.TSKH. Tô Ngọc Thanh
Đại hội 4: 2000 -2005
Tổng thư ký: GS.TSKH. Tô Ngọc Thanh
Đại hội 5: 2005 -2010
Chủ tịch: GS.TSKH. Tô Ngọc Thanh
Đại hội 6: 2010 -2015
Chủ tịch: GS.TSKH. Tô Ngọc Thanh
Đại hội 7: 2015 -2020
Chủ tịch: GS.TSKH. Tô Ngọc Thanh
Đại hội 8: 2020 -2025
Chủ tịch: GS.TS: Lê Hồng Lý

## Tặng thưởng
Huân chương Độc lập hạng nhất
Huân chương Hồ Chí Minh